# Interstate Commerce Commission
A Interstate Commerce Commission (ICC) foi um organismo regulador nos Estados Unidos criado pelo Interstate Commerce Act de 1887. O propósito original da agência era regulamentar os caminhos-de-ferro (e mais tarde a camionagem) por forma a garantir tarifas justas, eliminar tarifas discriminatórias, e regular outros aspectos da atividade dos portadores, como transportes rodoviários interestaduais e companhias de telefone. A agência foi abolida em 1995, e as suas competências remanescentes transferidas para o Surface Transportation Board.
Os cinco membros da comissão eram nomeados pelo presidente com o consentimento do Senado dos Estados Unidos. Esta foi a primeira das [[agências independentes do governo dos Estados Unidos.